# Веснянка (Волынская область)
Веснянка (укр. Веснянка) — село в Подгайцевской сельской общине Луцкого района Волынской области Украины.
До 2020 года входило в Киверцовский район.
Код КОАТУУ — 0721883602. Население по переписи 2001 года составляет 327 человек. Почтовый индекс — 45200. Телефонный код — 3365. Занимает площадь 1,154 км².